# Ржавчик (приток Урала)
Ржавчик (устар. Ржавка) — река в России, протекает по Челябинской области. Устье реки находится в 2177 км по правому берегу реки Урал. Длина реки составляет 16 км.

## Данные водного реестра
По данным государственного водного реестра России относится к Уральскому бассейновому округу, водохозяйственный участок реки — Урал от истока до Верхнеуральского гидроузла. Речной бассейн реки — Урал (российская часть бассейна).
Код объекта в государственном водном реестре — 12010000112112200001641.